# Miranda Campa
Miranda Campa (Ginebra, Suiza 31 de enero de 1914 – Roma, Italia  7 de mayo de 1989), fue una actriz italiana.

## Carrera
Miranda era sobrina de los actores Pio Campa y Wanda Capodaglio. Estudió actuación en la academia de artes dramáticas Silvio d’Amico, graduándose en 1938. Activa principalmente en teatro, hizo parte de las compañías de Vittorio Gassman, Andreina Pagnani y Giorgio Strehler en el Teatro Piccolo de Milán. Hizo su debut en el cine en 1949, donde solía interpretar personajes relacionados con la religión. Campa también se desempeñó como actriz de voz.

## Filmografía parcial
- Sigillo rosso (1950)
- Against the Law (1950)
- I Always Loved You (1953)
- The Two Orphans (1954)
- The Return of Don Camillo (1954)
- Doctor Antonio (TV, 1954)
- Le signorine dello 04 (1955)
- Cavalier in Devil's Castle (1959)
- The Overtaxed (1959)
- Nella città l'inferno (1959)
- The Dam on the Yellow River (1960)
- The Night They Killed Rasputin (1960)
- Le signore (1960)
- The Bacchantes (1961)
- The Centurion (1961)
- Family Diary (1962)
- Gladiator of Rome (1962)
- The Priest's Wife (1971)
- Winged Devils (1972)
- Sweet Dreams (1981)